# Yelena Smirnova
Yelena Alexandrovna Smirnova (San Petersburgo, Rusia, 1888 – Buenos Aires, Argentina, 15 de enero de 1934), bailarina de ballet rusa.

## Biografía
Estudió en la Academia Imperial de Ballet de San Petersburgo y se graduó en 1906. Inmediatamente fue aceptada en la compañía de ballet del Teatro Mariinsky, convirtiéndose en Bailarina Principal en 1916.
En 1917, al iniciarse la Revolución de Octubre, ella y su esposo Boris abandonan Rusia.
Junto a su esposo fundó en Berlín la compañía Ballets Románticos Rusos de Boris Romanov, en donde fue bailarina de Berlín y en el Ballet Teatro Romántico Ruso en Argentina.